# Epiphany (piosenka)
„Epiphany” – piosenka południowokoreańskiego zespołu BTS, wykonana jako solówka przez Jina. Została wydana cyfrowo 24 sierpnia 2018 roku na płycie Love Yourself: Answer.

## Tło, wydanie i promocja
Teledysk do piosenki „Epiphany” został wydany jako zwiastun comebacku, zapowiadający płytę Love Yourself: Answer. Osiągnął ponad 11 milionów wyświetleń w serwisie YouTube w ciągu 24 godzin. Po wydaniu utworu wyszukiwanie słowa „Singularity” w serwisie dictionary.com wzrosło o 575%.
Piosenka była promowana na 2018 KBS Song Festival, 29 grudnia 2018 roku.

## Teledysk
Tamar Herman z Billboardu stwierdziła, że wideo jest powiązane z innymi teledyskami z serii „Love Yourself” tematycznie i narracyjnie. Zwraca uwagę na znaczenie miłości do samego siebie.
Inni krytycy wskazywali na symbolikę w całym filmie, na przykład na kallijkę i zeszyt, poczucie poruszania się w przód i w tył, w czasie i przez różne wersje samego siebie, kierując się ku miłości do siebie. Wideo zmienia się również z czarno-białego na kolorowe, pokazując kontrast i symbolizując akceptację i rezygnację. Zgodnie z uniwersum budowanym przez poprzednie teledyski zespołu i serię „Love Yourself”, wideo sugeruje, że Jin, który porusza się w czasie do różnych alternatywnych wszechświatów, aby spróbować ocalić swoich przyjaciół, w końcu zrozumiał, że odpowiedź na to, czego on szuka leży w nim.
Teledysk został wyreżyserowany przez Choi Yong-seoka, a asystentem reżysera byli Guzza, Park Hye-jeong i Jeong Min-je z Lumpens. Innym kluczowym personelem był reżyser obrazu Nam Hyun-woo z GDW, operator ramienia robota Kim Dae-hong, oświetleniowiec Shin Seung-hoon, reżyser techniczny Song Suk-ki oraz dyrektor artystyczni Park Jin-sil i Kim Bon-a z MU:E. Dodatkowo Hong Yeong-jun był artystą scenicznym.

## Odbiór
W Stanach Zjednoczonych piosenka sprzedała się w liczbie 10 tys. kopii cyfrowych w pierwszym tygodniu premiery, zajmując 19. pozycję na liście najlepiej sprzedających się piosenek w kraju.

## Lista utworów
| Utwór | Utwór        | Utwór                             | Utwór       | Utwór   |
| Nr    | Tytuł utworu | Słowa i muzyka                    | Produkcja   | Długość |
| ----- | ------------ | --------------------------------- | ----------- | ------- |
| 1.    | „Epiphany”   | "hitman" bang, Slow Rabbit, ADORA | Slow Rabbit | 4:00    |

## Notowania
| Lista                                  | Najwyższa pozycja |
| -------------------------------------- | ----------------- |
| Finland Digital Song Sales (Billboard) | 8                 |
| SNEP (Downloaded Singles)              | 61                |
| Single (track) Top 40 lista            | 30                |
| Korea Południowa (Gaon Digital Chart)  | 30                |
| Korea Południowa (K-pop Hot 100)       | 5                 |
| Szkocja (Official Charts Company)      | 60                |
| Downloaded Singles (OCC)               | 53                |
| World Digital Songs (Billboard)        | 4                 |